# Walgreens

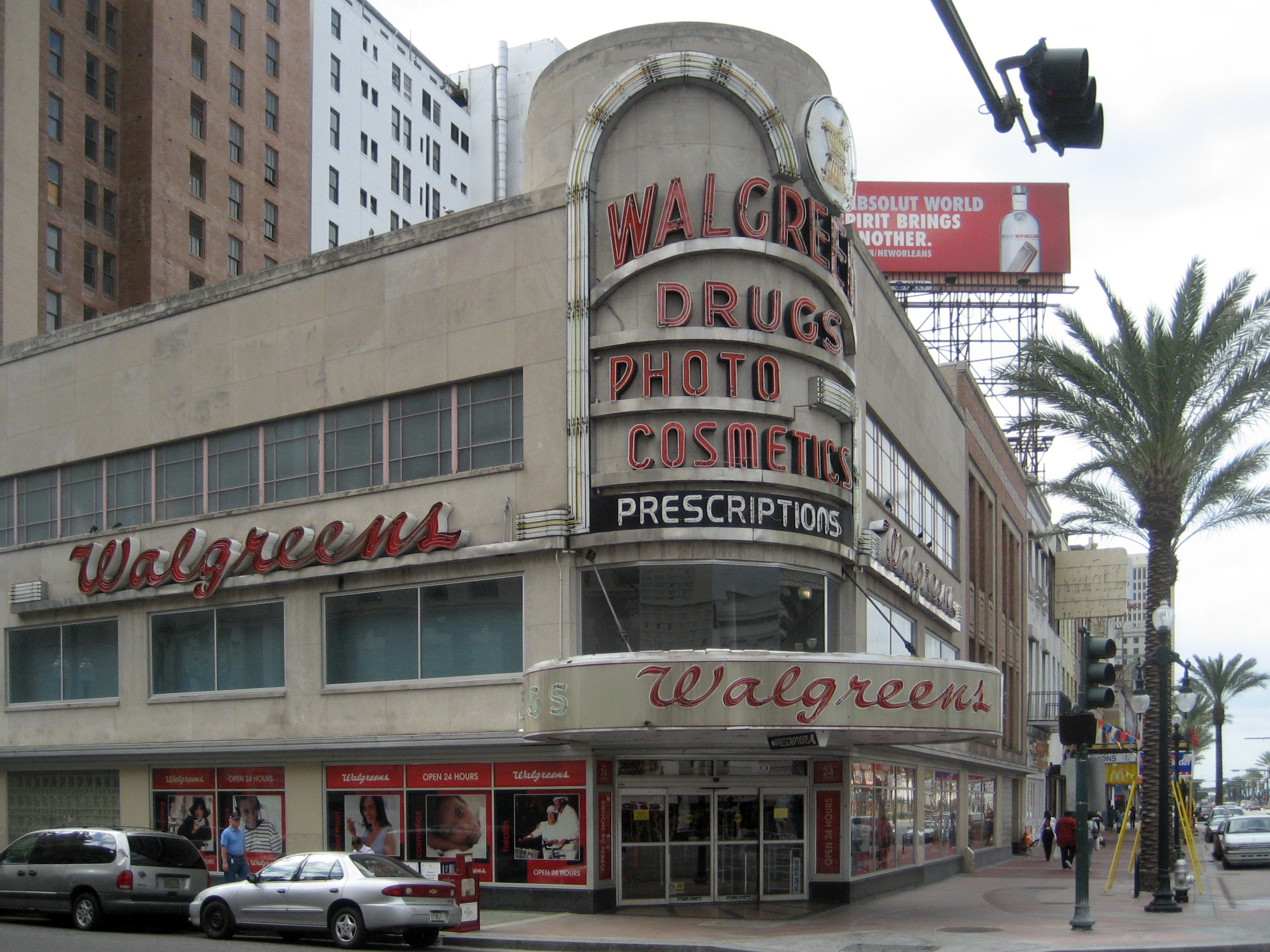
En Walgreens butik i centrala New Orleans.

Walgreens är ett amerikanskt apoteksföretag grundat 1901 av svenskättlingen Charles Rudolph Walgreen.
Apotekskedjan är USA:s näst största apotekskedja efter CVS Health.
Det är specialiserat på att fylla i recept, hälso- och friskvårdsprodukter, hälsoinformation och fototjänster. Det grundades i Chicago, Illinois, 1901, och har sitt huvudkontor i Chicago-förorten Deerfield, Illinois. Den 31 december 2014 gick Walgreens och Schweiz-baserade Alliance Boots samman för att bilda ett nytt holdingbolag, Walgreens Boots Alliance Inc. Walgreens blev ett dotterbolag till det nya företaget.

## Företagsverksamhet
Walgreens har sitt huvudkontor i Deerfield, Illinois. Walgreens har haft ett teknikkontor i Chicago sedan 2010. Platsen fungerar som deras digitala nav. Den 31 augusti 2019 drev företaget 9 277 butiker i USA.

## Butiksmodell
De flesta fristående butiker har liknande utseende och layout, inklusive en större och rymligare layout än vissa butiker i större städer. Nyare byggnader har en modernare design jämfört med äldre butiker. Butiker har vanligtvis en skönhetsdisk i närheten av kosmetika, med livligare butiker som har en skönhetskonsult. De flesta butiker har en fotoavdelning, som antingen finns bakom frontregistret eller i en separat del av butiken. Det finns självbetjäningsfotokiosker nära fotoavdelningen, där kunder kan skriva ut foton och fotoprodukter. De flesta butiker har ett apotek, vanligtvis på baksidan, där folk kan lämna och hämta recept samt köpa vissa läkemedel som innehåller pseudoefedrin.

## Bidrag till populärkulturen
Även om milkshakes och maltmjölk hade funnits ett tag tidigare, har Walgreens hävdat äran för populariseringen av malted milkshaken (eller åtminstone dess version av malted milkshaken, uppfann av Ivar "Pop" Coulson 1922).